# Danil Lysenko
Den här artikeln är helt eller delvis baserad på material från engelskspråkiga Wikipedia.
Danil Sergejevitj Lysenko  (ryska: Данил Сергеевич Лысенко), född 19 maj 1997, är en rysk friidrottare som tävlar i höjdhopp. Han vann silver i Världsmästerskapen i friidrott 2017 när han tävlade som Authorized Neutral Athletes (ANA).

## Internationella resultat
| År                                      | Tävling                               | Plats                      | Placering                | Gren                     | Höjd                     |
| Representerande Ryssland                | Representerande Ryssland              | Representerande Ryssland   | Representerande Ryssland | Representerande Ryssland | Representerande Ryssland |
| --------------------------------------- | ------------------------------------- | -------------------------- | ------------------------ | ------------------------ | ------------------------ |
| 2013                                    | European Youth Olympic Festival       | Utrecht, Nederländerna     | 1                        | Höjdhopp                 | 2.08                     |
| 2014                                    | Juniorvärldsmästerskapen i friidrott  | Eugene, USA                | 6                        | Höjdhopp                 | 2.22                     |
| 2014                                    | Olympiska sommarspelen för ungdomar   | Nanjing, Kina              | 1                        | Höjdhopp                 | 2.20                     |
| 2015                                    | Junioreuropamästerskapen i friidrott  | Eskilstuna, Sverige        | 5                        | Höjdhopp                 | 2.17                     |
| Tävlande som Authorised Neutral Athlete |                                       |                            |                          |                          |                          |
| 2017                                    | Världsmästerskapen i friidrott        | London, Storbritannien     | 2                        | Höjdhopp                 | 2.32                     |
| 2018                                    | Inomhusvärldsmästerskapen i friidrott | Birmingham, Storbritannien | 1                        | Höjdhopp                 | 2.36                     |
| 2018                                    | Diamond League                        | Monaco, Monaco             | 1                        | Höjdhopp                 | 2.40                     |

## Personbästa
| Evenemang          | Bästa höjd (m) | Plats      | Datum        |
| ------------------ | -------------- | ---------- | ------------ |
| Höjdhopp (utomhus) | 2.40           | Monaco     | 20 juli 2018 |
| Höjdhopp (inomhus) | 2.36           | Birmingham | 1 mars 2018  |